# 哈利勒·阿尔滕托普
哈利勒·阿尔滕托普（土耳其語：Halil Altıntop，1982年12月8日—）土耳其足球運動員，現時為捷克甲組足球聯賽俱樂部布拉格斯拉維亞的球員之一。

## 生平

### 球會
哈利勒·阿尔滕托普與其弟哈米德·阿尔滕托普是為雙胞胎，兩人同一樣出生於德國，在一間名為華登舒特09展開職業生涯。
哈利·艾天托於2003年至2004年的球季加盟德甲的凯泽斯劳滕，在凱沙羅頓的第一季中，哈利·艾天托發展得不太順利，只上陣27場聯賽，射入兩個入球，身為前鋒，成績過於普通。翌季，哈利·艾天托在30場聯賽中得到5球進球，平均6場球場才有進球，表現有欠理想。2005年至2006年的球季，哈利·艾天托有進步，在暫時上陣了17場聯賽中有13球進帳，表現不錯，而最利害的是，哈利曾三度於聯賽中連中三元，成為了球壇中的另一位新星，2006年1月，史浩克04簽入哈利·艾天托，哈利將再次與其弟於新球會中一起上陣。僅一季後哈米德·阿尔滕托普自由轉會拜仁慕尼黑，而哈利·艾天托則繼續留隊，效力三季在聯賽僅射入14球，2009/10年球季上半季更成為球隊邊沿球員，只上陣6場。於2010年1月27日與史浩克04提早半年解約，以自由身加盟法蘭克福，但僅簽約到球季結束，且沒有續約條款。

### 國家隊
在國家隊方面，哈利·艾天托在4月28日對比利時的球賽中首次披上國家隊的戰衣，在6次的上陣中取得2兩球進球。

## 外部連結
- 個人官網
- Halil Altıntop（页面存档备份，存于） profile, detailed club and national team statistics, honours and timeline
- Halil Altıntop at Football-lineups.com: player campaign（页面存档备份，存于） - Bundesliga Top Scorers（页面存档备份，存于）
- Profile at Transfermarkt.de （德文）
- Profile at Weltfussball.de （德文）
- Career stats at Fussballdaten.de（页面存档备份，存于） （德文）